# Millie Bailey
Vivian Mildred «Millie» Bailey (de soltera Corbett; Washington D. C., 3 de febrero de 1918 - Ellicott City, 1 de mayo de 2022) fue una piloto militar veterana de la Segunda Guerra Mundial, funcionaria pública y voluntaria estadounidense. Fue recaudadora de fondos para el personal de educación, salud y servicio militar, una de las primeras mujeres piloto afroestadounidense en el Cuerpo de Mujeres del Ejército y se desempeñó como comandante del Destacamento de Mujeres de Color y directora de división de la Administración del Seguro Social.

## Primeros años y educación
Nació en Washington D. C., el 3 de febrero de 1918. Su madre trasladó a los niños a su ciudad natal de Tulsa, Oklahoma, después de que su padre fuera enviado a la Primera Guerra Mundial. Asistió a escuelas segregadas. Conoció al destacado historiador afroestadounidense John Hope Franklin de su crianza en Tulsa.

## Carrera
Fue una de las primeras mujeres piloto afroestadounidenses y una de las dos únicas mujeres negras en obtener un rango superior en el curso de su oficial. Recibió su comisión en la Escuela de Entrenamiento de Oficiales del Ejército Provisional de Fort Des Moines y sirvió en el Cuerpo de Mujeres del Ejército de 1943 a 1946. Se convirtió en el segundo al mando del Destacamento de Mujeres de Color en Fort McClellan. Más tarde se desempeñó como comandante. Hablando de sus experiencias, compartió que no experimentó discriminación de género, pero que las tropas estaban segregadas racialmente. La primera vez que salió sola de su puesto en Fort McClellan, una mujer blanca le escupió y dijo: «Look at that black bitch» («Mira esa perra negra»). Fingió no darse cuenta, citando temores de linchamiento. En contraste, también afirmó que su comandante general, un hombre blanco, la trató con amabilidad mientras estaba en un campo de entrenamiento en San Antonio. En Fort Benning, fue primer teniente a cargo de 144 mujeres. Después de dejar el ejército de los Estados Unidos, Bailey se mudó a Chicago y trabajó para el Departamento de Asuntos de los Veteranos de los Estados Unidos y la Administración del Seguro Social. En 1970, se trasladó a la oficina del Seguro Social en Baltimore como directora de división y se jubiló en 1975.
Fue una voluntaria comunitaria activa y recaudadora de fondos para la educación, la salud y el ejército. Desde 1966, había recolectado, empaquetado y enviado paquetes CARE para miembros del servicio militar de Estados Unidos. De 1982 a 1993, sirvió en la Comisión de Planificación de Recursos de Salud de Maryland y participó en la aprobación de los primeros escáneres de tomografía computarizada y resonancia magnética en el estado. Dejó la comisión para unirse a la junta de fideicomisarios del Hospital General del Condado de Howard, donde sirvió durante 23 años antes de dimitir en 2015. Fue miembro del Consejo Asesor de Ciudadanos de la Policía del Condado de Howard. Desde 1999, ha abogado y recaudado fondos para la Escuela Primaria Running Brook. Solio recaudar más de $ 10 000 anuales para los estudiantes. El 22 de octubre de 2020, se dedicó en su honor la plaza del vecindario Vivian C. «Millie» Bailey en el lago Kittamaqundi.

## Vida personal
Se casó con William Bailey después de dejar el ejército de los Estados Unidos. No tuvieron hijos. En 1970, se mudaron a Columbia, Maryland, donde vivió hasta su fallecimiento. Disfrutó de viajar y estuvo en cincuenta países para 2013. Para su deseo de cumpleaños número 100, expresó su deseo de una verdadera igualdad para las generaciones futuras. En 2020, hizo un salto en paracaídas cuando cumplió 102 años.